# Paul Boghossian
Paul Artin Boghossian é filósofo estadunidense, professor de filosofia na Universidade de Nova Iorque. Seus interesses de pesquisa incluem epistemologia, filosofia da mente e filosofia da linguagem. 
Boghossian graduou-se em física na Universidade Trent em 1978, e doutorou-se na Universidade de Princeton em 1987. Ele já lecionou na Universidade do Michigan em Ann Arbor, e foi professor visitante na Universidade de Princeton. Ele já recebeu bolsas de pesquisa do National Endowment for the Humanities, do Magdalen College, da Universidade de Londres, e da Universidade Nacional Australiana. Ele é bolsista do New York Institute for the Humanities. Ele faz parte do conselho editorial dos jornais Philosophical Studies e Philosophers' Imprint. Nos círculos pós-modernos, Boghossian é conhecido pela sua posição pró-Sokal no caso Sokal. 
Em seu artigo Blind Reasoning, Boghossian argumenta que somos cegos para nossa razão por justificar os métodos de inferência (o resumo de um método de inferência é tomado como modus ponens). Rejeitando tanto o Externalismo Inferencial Simples por sua inconsistência Interalismo Inferencial Simples por sua dificuldade de aceitação, ele opta por uma terceira e nova forma de "insight racional". Esse artigo, em conjunto com a correspondência em curso entre Boghossian e Crispin Wright, é parte de um projeto para defender contra o relativismo epistêmico. O  relativismo epistêmico alega que o conhecimento e a razão são fundamentalmente culturais ou subjetivos, ao invés de objectivos.

## Trabalhos selecionados
- New Essays on the A Priori (co-editado com Christopher Peacocke), Oxford University Press 2000.
- Fear of Knowledge: Against Relativism and Constructivism, Oxford University Press 2006
- "How Are Objective Epistemic Reasons Possible?" em Philosophical Studies, Dezembro de 2001, pp. 340–380.
- "Inference and Insight," em Philosophy and Phenomenological Research, Novembro, 2001, pp. 633–641.
- "On Hearing the Music in the Sound," em The Journal of Aesthetics and Art Criticism (2002).
- "The Gospel of Relaxation," (revisão de The Metaphysical Club, de Louis Menand), The New Republic, Setembro de 2001.
- "What is Social Construction?" em Times Literary Supplement, Fevereiro de 2001.
- "Knowledge of Logic," em New Essays on the A Priori, ibid.
- "Analyticity," em Bob Hale e Crispin Wright (eds.): The Philosophy of Language (Oxford: Basil Blackwell, 1997), pp. 331–368.
- "What the Sokal Hoax Ought to Teach Us," Times Literary Supplement, 13 de dezembro de 1996, pp. 13–14.